# Éléphante de Louis XIV
L'éléphante de Louis XIV (née vers 1664 et morte en 1681 au château de Versailles) était un cadeau du roi de Portugal au roi de France Louis XIV. Il s'agit de l'unique éléphant africain dont la présence est attestée en Europe entre 1483 et 1862.

## Vie
Cadeau diplomatique du Portugal en 1668, cet éléphant est une femelle provenant du Congo. L'éléphante, installée à la ménagerie royale de Versailles, est morte 13 ans après en 1681. On sait qu'elle était nourrie quotidiennement avec 80 livres de pain, 12 litres de vin, une grosse portion de soupe de légumes avec du pain et du riz et aussi de l'herbe à volonté. Dans la dernière année de sa vie, elle a souffert d'une perte de muscles et elle devait être mise sur ses pattes à l'aide d'une grue.

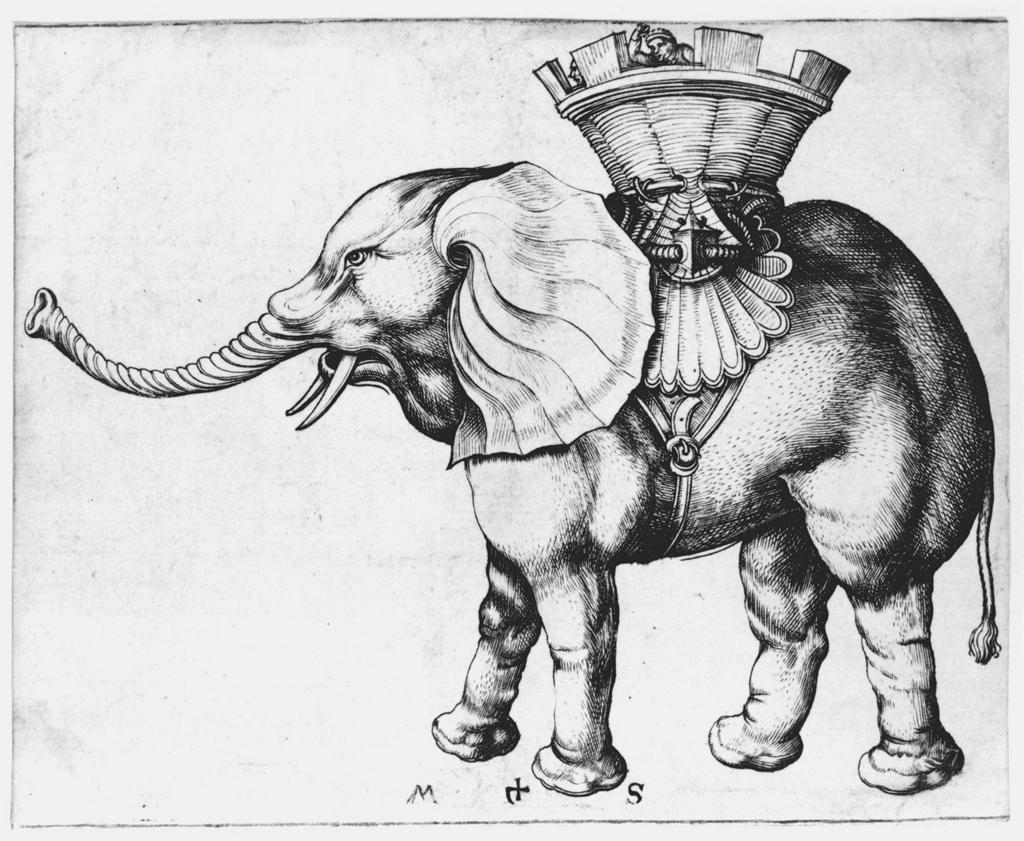
Martin Schongauer: Éléphant. Gravure sur cuivre, 107 x 146 mm.

Après sa mort en 1681, l'éléphante a été disséquée par Claude Perrault. Les résultats de l'analyse ont été publiés seulement en 1734.
L'animal, à l'état de squelette, est aujourd'hui exposé au Muséum national d'histoire naturelle, à la galerie d'Anatomie comparée. 